# Aguaje de Espejo
Aguaje de Espejo är en ort i Mexiko.   Den ligger i kommunen Apaseo el Alto och delstaten Guanajuato, i den centrala delen av landet, 180 km nordväst om huvudstaden Mexico City. Aguaje de Espejo ligger 1 941 meter över havet och antalet invånare är 583.
Terrängen runt Aguaje de Espejo är varierad. Runt Aguaje de Espejo är det ganska tätbefolkat, med 78 invånare per kvadratkilometer. Närmaste större samhälle är El Pueblito, 16,3 km nordost om Aguaje de Espejo. Omgivningarna runt Aguaje de Espejo är en mosaik av jordbruksmark och naturlig växtlighet.